# Christian Castillo Luna
Christian Castillo Luna (Oruro, Bolivia;  22 de septiembre de 1971) es un director, actor, productor, profesor de actuación y gestor cultural.

## Biografía
Estudió la carrera de Artes escénicas en la Escuela Nacional de Teatro, de la Universidad Católica Boliviana desde 2004 hasta 2012 y se graduó con una licenciatura en artes escénicas con estudios en Danza contemporánea. 
Trabajó en grupos de teatro y participó en festivales nacionales e internacionales con obras infantiles. Fue partícipe de encuentros de danza para niños y jóvenes.

## Filmografía
- El novio de la muerte[2](2019).
- Unay[3](2022).
- El cementerio de los elefantes (2008).